# Língua tuvana
A língua tuvana (тыва дыл) é uma língua túrquica, oficial na república russa de Tuva. É falada por cerca de 200 mil pessoas. Ao longo da história, pequenas diásporas do povo local levaram esta língua para países vizinhos, como a República Popular da China e a Mongólia.

## Alfabeto

### Uso doalfabeto latino(até 1943)
O sistema original de escrita tuvano era um alfabeto baseado no latino, planejado em 1930 por um monge budista, Mongush Lopsang-Chinmit. Antes dele, toda a escrita estava baseada na língua mongol. Alguns livros e jornais  foram impressos usando este sistema de escrita. Lopsang-Chinmit foi executado mais tarde em remoções estalinistas dezembro em 31, 1941.
Em setembro de 1943, o alfabeto foi substituído por um outro, baseado no cirílico

##### Alfabeto Latino Tuvano:
A B C D E F G Ƣ I J K L M N Ꞑ O Ɵ P R S Ş T U V X Y Z Ƶ Ь
a в c d e f g ƣ i j k l m n ꞑ o ө p r s ş t u v x y z ƶ ь

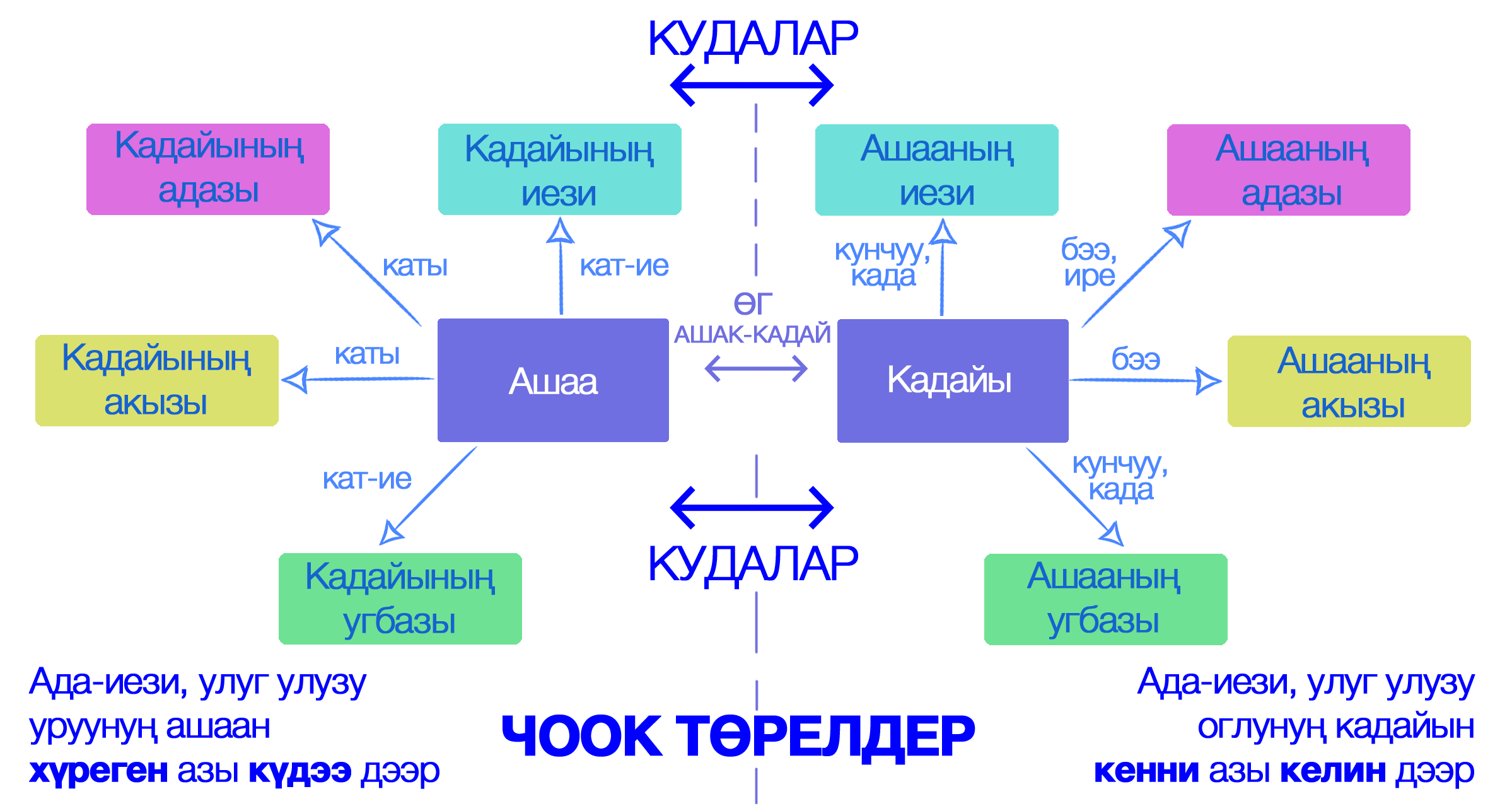
Nome dos membros da família na língua Tuvana.

### Uso doalfabeto cirílico
Atualmente, o alfabeto usado para este idioma, é uma modificação do alfabeto russo, com 3 letras adicionais

##### Alfabeto Cirílico Tuvano:
А Б В Г Д Е Ё Ж З И Й К Л М Н Ң О Ө П Р С Т У Ү Ф Х Ц Ч Ш Щ Ъ Ы Ь Э Ю Я
а б в г д е ё ж з и й к л м н ң о ө п р с т у ү ф х ц ч ш щ ъ ы ь э ю я

### Transliteração
А - А // Б - B // В - V // Г - G // Д - D // Е - E // Ё - Yo // Ж - Zh // З - Z // И - I // Й - Ĭ // К - K // Л - L // М - M // Н - N // Ң - Ň // О - O // Ө - Ö // П - P // Р - R // С - S // Т - T // У - U // Ү - Ü // Ф - F // Х - X // Ц - C // Ч - Ch // Ш - Sh // Щ - Shch // Ъ - " // Ы - Y // Ь - ' // Э - Ė // Ю - Yu // Я - Ya